# 18-as villamos (München)
A müncheni 18-as jelzésű villamos a Gondrellplatz és az Effnerplatz (tanítási napokon St.Emmeram) között  közlekedik.

## Útvonala
| Effnerplatz felé | Gondrellplatz felé |
| --- | --- |
| Gondrellplatz - Ammerseestraße - Westendstraße - Zschokkestraße - Siglstraße - Agnes-Bernauer-Straße - Lautensackstraße - Elsenheimerstraße - Landsberger Straße - Bayerstraße - Karlsplatz - Sonnenstraße - Blumenstraße - Müllerstraße - Rumfordstraße - Thierschstraße - Maximilianstraße - Thierschstraße - Triftstraße - Wagmüllerstraße - Lerchenfeldstraße - Oettingenstraße - Theodorparkstraße - Tivolistraße - Max-Joseph-Brücke - Montgelasstraße - Bülöwstraße - Effnerplatz (tanítási napokon: - Effnerstraße - Englschalkinger Straße - Cosimastraße - St.Emmeram) | (tanítási napokon: St.Emmeram - Cosimastraße - Englschalkinger Straße - Effnerstraße -) Effnerplatz - Bülöwstraße - Montgelasstraße - Max-Joseph-Brücke - Tivolistraße - Theodorparkstraße - Oettingenstraße - Lerchenfeldstraße - Wagmüllerstraße - Triftstraße - Thierschstraße - Maximilianstraße - Thierschstraße - Rumfordstraße - Müllerstraße - Blumenstraße - Sonnenstraße - Karlsplatz - Bayerstraße - Landsberger Straße - Elsenheimerstraße - Lautensackstraße - Agnes-Bernauer-Straße - Siglstraße - Zschokkestraße - Westendstraße - Ammerseestraße - Gondrellplatz |

## Megállóhelyei
| Menetidő (perc)                                                        | Megállóhely                   | Menetidő (perc) | Átszállási kapcsolatok                                    |
| ---------------------------------------------------------------------- | ----------------------------- | --------------- | --------------------------------------------------------- |
| 0                                                                      | Gondrellplatz végállomás      | 54              |                                                           |
| 1                                                                      | Senftenauerstraße             | 53              |                                                           |
| 2                                                                      | Ammerseestraße                | 52              | 51                                                        |
| 3                                                                      | Stegener Weg                  | 51              |                                                           |
| 4                                                                      | Säulingstraße                 | 50              |                                                           |
| 5                                                                      | Fachnerstraße                 | 49              |                                                           |
| 6                                                                      | Westendstraße                 | 47              | , 130                                                     |
| 7                                                                      | Hans-Thonauer-Straße          | 46              | 130                                                       |
| 8                                                                      | Siglstraße                    | 45              | 130                                                       |
| 10                                                                     | Lautensackstraße              | 43              | 62                                                        |
| 12                                                                     | Am Lokschuppen                | 41              |                                                           |
| 13                                                                     | Barthstraße                   | 40              |                                                           |
| 14                                                                     | Trappentreustraße             | 39              | 53 , 63                                                   |
| 15                                                                     | Schrenkstraße                 | 38              |                                                           |
| 16                                                                     | Holzapfelstraße               | 37              |                                                           |
| 17                                                                     | Hermann-Lingg-Straße          | 36              |                                                           |
| 18                                                                     | Holzkirchner Bahnhof          | 35              | Regionális vasutak 58                                     |
| 19                                                                     | Hauptbahnhof Süd              | 34              | München Hauptbahnhof , Bayerische Oberlandbahn , 58 , 100 |
| 21                                                                     | Karlsplatz (Stachus)          | 31              | ,                                                         |
| 24                                                                     | Sendlinger Tor                | 29              | , 62                                                      |
| 26                                                                     | Müllerstraße                  | 26              | ,                                                         |
| 27                                                                     | Reichenbachplatz              | 25              |                                                           |
| 29                                                                     | Isartor                       | 23              | , 132                                                     |
| 30                                                                     | Mariannenplatz                | 22              |                                                           |
| 32                                                                     | Maxmonument                   | 21              |                                                           |
| 33                                                                     | Lehel                         | 20              | ,                                                         |
| 34                                                                     | Nationalmuseum/Haus d.Kuns    | 18              | 100                                                       |
| 35                                                                     | Paradiesstraße                | 17              |                                                           |
| 36                                                                     | Tivolistraße                  | 16              | 154                                                       |
| 38                                                                     | Mauerkircherstraße            | 14              | 54 , 154 , 187                                            |
| 39                                                                     | Herkomerplatz                 | 13              | 54 , 154 , 187 , 188                                      |
| 40                                                                     | Effnerplatz végállomás        | 11              | 59 , 154                                                  |
| A szürke hátterű megállókat csak tanítási napokon érinti néhány járat! |                               |                 |                                                           |
| 42                                                                     | Arabellastraße                | 9               | 154 , 187                                                 |
| 43                                                                     | Arabellapark/Klinikum Bogenh. | 8               | 154 , 183 , 184 , 185 , 187                               |
| 44                                                                     | Cosimabad                     | 7               | 154 , 183 , 184                                           |
| 46                                                                     | Schlösselgarten               | 5               |                                                           |
| 47                                                                     | Prinz-Eugen-Park              | 4               |                                                           |
| 48                                                                     | Taimerhofstraße               | 3               |                                                           |
| 49                                                                     | Regina-Ullmann-Straße         | 2               | 50                                                        |
| 50                                                                     | Fritz-Meyer-Weg               | 1               | 50                                                        |
| 52                                                                     | St.Emmeram végállomás         | 0               | 50 , 188 , 189 , 232                                      |